# Ковач Василь Ілліч
Василь Ілліч Ковач (нар. 10 червня 1956, Пацканьово, Ужгородський район, Закарпатська область) — український політичний діяч, народний депутат України 7-го скликань від Партії регіонів, Одномандатний виборчий округ № 68. Заслужений енергетик України, кавалер ордена «За заслуги» III.

## Життєпис
Василь Ковач народився 10 червня 1956 року в селі Пацканьово Ужгородського району Закарпатської області. 
У 1986 році закінчив Львівський політехнічний інститут за спеціальністю автоматика і телемеханіка, за фахом — інженер-електрик. 
Працював електромонтер в радгоспі Червона зірка в с. Кіблярі Ужгородського району Закарпатської області у 1975–1977 роках. З 1977 року працював в системі енергетики Закарпаття. В Закарпатському обласному підприємстві електромереж працював на посадах: електромонтера, інженера, старшого інженера служби релейного захисту та автоматики, обіймав посади заступника начальника виробничо-технічного відділу, заступника начальника служби охорони праці.
У 1989–1995 роках голова профспілкової організації Закарпатської обласної підприємства електромереж. З 1995 по 1998 рік — заступник голови правління Державної акціонерної енергопостачальної компанії «Закарпаттяобленерго». 1998 року — голова правління-директор ДАЕК «Закарпаттяобленерго». 1998–2006 роках — Голова правління ВАТ Енергопостачальна компанія «Закарпаттяобленерго». 2006–2011 роках — Генеральний директор ВАТ ЕК Закарпаттяобленерго. З квітня 2011 року — генеральний директор публічного акціонерного товариства «Закарпаттяобленерго».
Проживає в селі Барвінок Ужгородського району Закарпатської області.

### Депутатська діяльність
Депутат Закарпатської обласної ради IV, V та VI скликань.
На Парламентських виборах в Україні 2012 р. балотувався по одномандатному виборчому округу № 68 (Закарпатська область) від Партії регіонів. Пройшов у парламент, набравши 29,9% голосів. Голова підкомітету з питань цінних паперів, фондового ринку, діяльності державних підприємств, операцій, пов'язаних з реалізацією окремих видів майна, діяльності рейтингових агентств Комітету Верховної Ради України з питань фінансів і банківської діяльності.
16 січня 2014, під час Євромайдану, голосував за пакет законів, які стали відомі як «Закони про диктатуру».
| Фракція                       | Період початку | Період кінця      |
| ----------------------------- | -------------- | ----------------- |
| Партія регіонів               | 12 грудня 2012 | 20 лютого 2014    |
| Позафракційні                 | 20 лютого 2014 | 27 лютого 2014    |
| Суверенна європейська Україна | 27 лютого 2014 | 27 листопада 2014 |